# VV Baronie in het seizoen 1961/62
Het seizoen 1961/1962 was het zevende jaar in het bestaan van de Bredase betaaldvoetbalclub Baronie. De club kwam uit in de Tweede divisie en eindigde daarin op de vierde plaats. Tevens deed de club mee aan het toernooi om de KNVB beker, hierin werd de club in de tweede ronde uitgeschakeld door Wilhelmina (1–2).

## Wedstrijdstatistieken

### Tweede divisie
|       | EDO   | De Graafschap | Helmondia '55 | LONGA | N.E.C. | Oldenzaal | PEC   | RCH   | Roda Sport | Tubantia | UVS   | Velox | Zwartemeer | Zwolsche Boys |
| ----- | ----- | ------------- | ------------- | ----- | ------ | --------- | ----- | ----- | ---------- | -------- | ----- | ----- | ---------- | ------------- |
| Thuis | 2 – 2 | 2 – 0         | 3 – 2         | 1 – 1 | 3 – 4  | 6 – 2     | 1 – 1 | 1 – 1 | 3 – 2      | 2 – 0    | 4 – 1 | 0 – 3 | 1 – 2      | 3 – 5         |
| Uit   | 2 – 3 | 2 – 3         | 1 – 0         | 1 – 2 | 2 – 3  | 0 – 2     | 4 – 4 | 0 – 1 | 0 – 0      | 2 – 1    | 2 – 1 | 3 – 1 | 1 – 0      | 1 – 1         |

### KNVB beker
| 1e ronde                                              |                                            | Vrijgeloot                         |                       |
|                                                       |                                            |                                    |                       |
| 2e ronde                                              | Wilhelmina                                 | 2 – 1 (1 – 1, 1 – 1) Na verlenging | Baronie               |
| 31 maart 1962 Plaats: 's-Hertogenbosch De Wolfsdonken | Wim van den Hurk 27' Martin Kastelijn 109' |                                    | 17' (e.d.) Jo Konings |

## Statistieken Baronie 1961/1962

### Eindstand Baronie in de Nederlandse Tweede divisie 1961 / 1962
| Stand | Gespeeld | Gewonnen | Gelijk | Verloren | Punten | Doelpunten voor | Doelpunten tegen |
| ----- | -------- | -------- | ------ | -------- | ------ | --------------- | ---------------- |
| 4e    | 28       | 12       | 7      | 9        | 31     | 54              | 47               |

### Topscorers
| #                | Naam                 | Goal |
| ---------------- | -------------------- | ---- |
| 1.               | Kees Groeneveld      | 10   |
| 2.               | Theo Bilok           | 9    |
| 3.               | Henny Soffers        | 7    |
| 4.               | Henk van Ierssel     | 6    |
| 5.               | Joop van Ginneken    | 4    |
| 6.               | Ad Kop               | 3    |
| 6.               | Frans Remie          | 3    |
| 8.               | Hans de Jongh        | 2    |
| 8.               | Koos Sins            | 2    |
| 10.              | Van Ierssel          | 1    |
| 10.              | Ben van Ierssel      | 1    |
| Eigen doelpunten |                      |      |
| 1.               | Chris Berends (EDO)  | 1    |
| 1.               | Homme Siebenga (PEC) | 1    |
| Totaal           | Totaal               | 54   |

| #              | Naam                    | Goal |
| -------------- | ----------------------- | ---- |
| –              | Geen speler             | 0    |
| Eigen doelpunt |                         |      |
| 1.             | Jo Konings (Wilhelmina) | 1    |
| Totaal         | Totaal                  | 1    |

## Voetnoten
Baronie · EDO · De Graafschap · Helmondia '55 · LONGA · N.E.C. · Oldenzaal · PEC · RCH · Roda Sport · Tubantia · UVS · Velox · Zwartemeer · Zwolsche Boys